# Парламентарни избори у Грчкој (септембар 2015)
Септембарски ванредни парламентарни избори у Грчкој су одржани у недељу, 20. септембра 2015, након што је Председник Владе Алексис Ципрас 20. августа најавио да ће поднети оставку. Свих 300 места у Хеленском парламенту су била слободна. Ово су били шести ванредни избори од 2007, пошто су ови избори требали бити одржани у фебруару 2019, када сазиву парламента истиче мандат.
На изборима је Ципрасова коалиција радикалне левице (СИРИЗА) остварила неочекивано велику победу освојивши 145 посланичких места, 6 мање од апсолутне већине. Партија је формирала владајућу коалицију са десничарским Независним Грцима (АНЕЛ). Опозициона партија десног центра Нова демократија је остала на 28% и 75 места, упркос неким преизборним анкетама и предвиђањима према којима је била изједначена са Сиризом, или чак у позицији да формира власт. Крајње десничарска Златна зора (ХА) је остала трећа највећа партија у држави, забележивши пораст на 7%, док је коалиција ПАСОК-ДИМАР дошла до 4. места, пошто Комунистичка партија Грчке (К.К.Е.) није успела да освоји већи број гласова, и због распада партије Потами. Унија центриста је први пут у својој историји прешла цензус од 3% и ушла је у парламент, док је Народна Унија, одвојена фракција Сиризе, за мало била испод цензуса, па није ушла у парламент.
Излазност је била веома ниска са 56,6%, што је најнижи проценат излазности у историји Грчке од поновног увођења демократије у 1974. Анализе након избора су показале да су чести избори узроковали апатију и незаинтересованост код грађана, и велику разочараност, пошто су у јануару 2015. били парламентарни избори, затим референдум у јулу исте године, како би у септембру поново били позвани на гласање.